# Ženetka
Ženetka (Genetta) je rod afrických cibetkovitých šelem.

## Systematika
Za popisnou autoritu rodu ženetka je pokládán francouzský přírodovědec Georges Cuvier (1816). Etymologie nezvyklého rodového jména zůstává nejasná. Podle některých interpretací je složeno za řecké předpony „gen“ ve významu „medvěd“ plus novolatinské přípony „etta“ ve významu „malý“. Může však vycházet i z francouzského pojmenování pro koště („genêt“), zvažován byl též původ z některého jazyka arabsky mluvících zemí. Taková možnost je však nepravděpodobná, neboť v berberštině, arabštině i jejích dialektech se pro označení ženetek používají jinak znějící slova.
Ženetky se odvozují v rámci čeledi cibetkovitých (Viverridae). Společně s linsangy rodu Poiana bývají řazeny do podčeledi Genettinae, vydělované od podčeledi cibetek (Viverrinae).
Hranice mezi jednotlivými druhy rodu Genetta jsou dlouhodobě nejasné, zejména zakládaly-li se na tradičních morfologických znacích. Ženetky se tradičně dělí do tří skupin: 1) západně od řeky Volty, 2) východně od řeky Volty a 3) v pobřežních oblastech na jihu Afriky. Celkový počet rozlišovaných druhů je však proměnlivý, molekulárně-fylogenetické studie z počátku 21. století navrhly rozlišení až na 17 druhů. V rámci rodu Genetta se nyní řadí i specializovaná ženetka vodní (G. piscivora), historicky klasifikovaná v rámci samostatného rodu Osbornictis. Nejbazálnějším zástupcem může být ženetka savanová (G. thierryi). Evoluci tohoto rodu zřejmě ovlivnila jak expanze deštných pralesů ve spodním pliocénu před asi 5,3 miliony lety, tak jejich následný ústup během suchého období před 3,2–3 miliony lety. Častá je také hybridizace.
V následujícím seznamu je uvedeno 14 druhů ženetek na základě . České názvosloví je přejato podle BioLibu.
- Genetta abyssinica (Rüppell, 1836) – ženetka světlá
- Genetta angolensis Bocage, 1882 – ženetka tlustoocasá
- Genetta bourloni Gaubert, 2003 – ženetka Bourlonova
- Genetta cristata Hayman in Sanborn, 1940
- Genetta genetta (Linnaeus, 1758) – ženetka tečkovaná
- Genetta johnstoni Pocock, 1908 – ženetka Johnstonova
- Genetta maculata (Gray, 1830) – ženetka levhartí
- Genetta pardina I. Geoffroy Saint–Hilaire, 1832 – ženetka velkoskvrnná
- Genetta piscivora (J.A. Allen, 1919) – ženetka vodní
- Genetta poensis Waterhouse, 1838 – ženetka královská
- Genetta servalina Pucheran, 1855 – ženetka lesní
- Genetta thierryi Matschie, 1902 – ženetka savanová
- Genetta tigrina (Schreber, 1776) – ženetka skvrnitá
- Genetta victoriae Thomas, 1901 – ženetka velká

## Popis

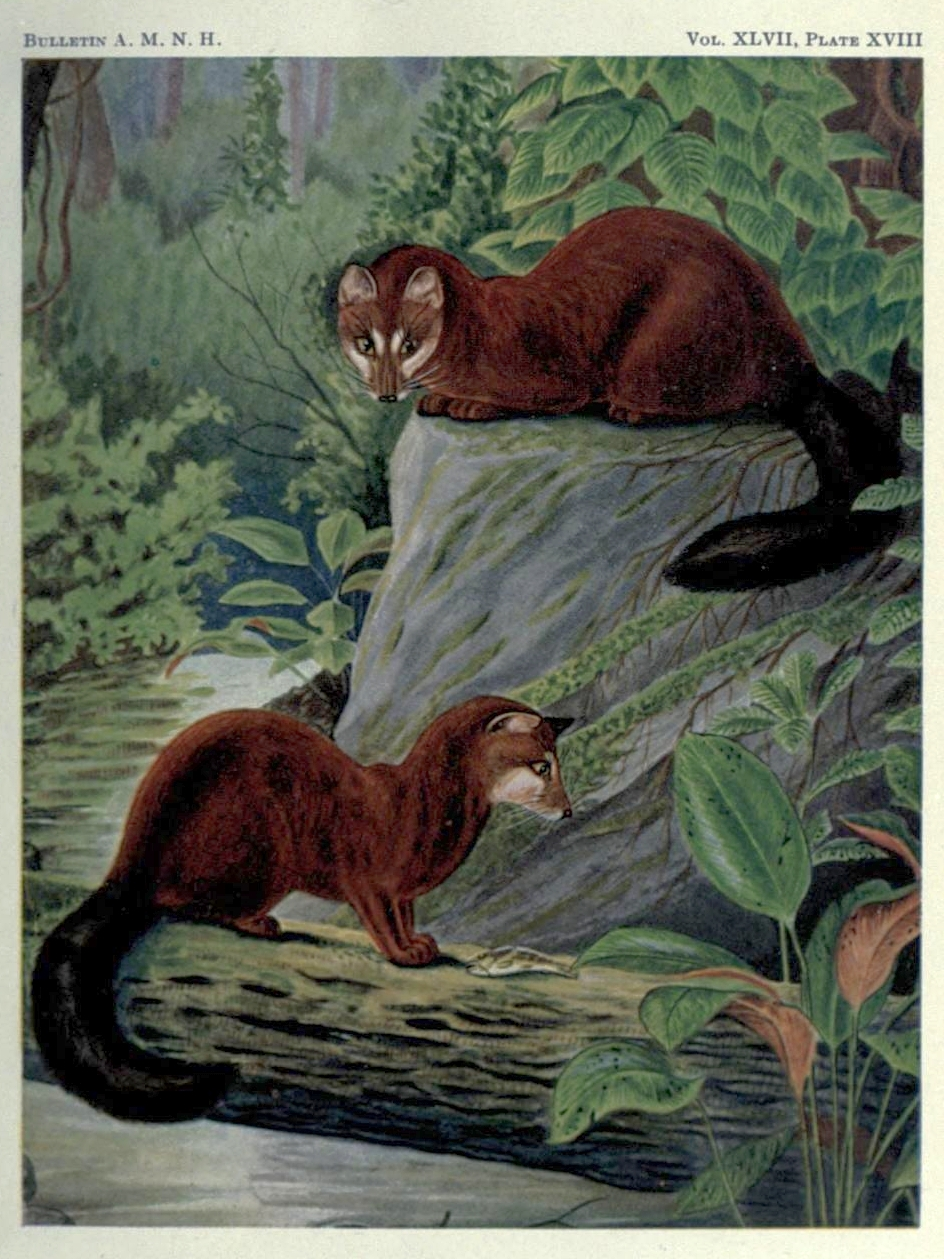
Ženetka vodní, kresba

Ženetky jsou malé až středně velké cibetky. Délka hlavy a těla činí obvykle 42–58 cm, délka ocasu asi 39–53 cm. Ocas typicky činí asi 70–100 % délky těla. Hmotnost se pohybuje mezi 1–3 kg. Tělo je obecně štíhlé stavby, dlouhé, s krátkými končetinami, špičatým čenichem a zakulacenýma ušima. Krátké drápky jsou podobné kočičím, ženetky je však mohou jen částečně zatáhnout. Srst je měkká a na omak hustá. Podkladové zbarvení doplňuje skvrnitý vzor a tmavý pás táhnoucí se podél hřbetu. Tmavý obličej zdobí několik párů světlých skvrn. Jediná ženetka, jež se od tohoto obecného barevného vzoru odchýlila, je ženetka vodní, v jejímž případě má srst jednotně rezavé zbarvení. Ženetky mají anální žlázky, samice až dva páry mléčných bradavek (druhy žijící v deštných pralesech mají pouze jeden pár bradavek).
Celkový zubní vzorec činí I 3/3, C 1/ 1, P 4/4, M 2/2 = 40 zubů. Chrup je krátký a ostrý. Svou morfologií se od ostatních ženetek liší ženetka vodní, s chrupem adaptovaným na rybožravou stravu. Ženetka Johnstonova má naopak chrup údajně přizpůsobený hmyzožravé stravě. Vzhledem k pravděpodobnému původu těchto druhů v relativně nedávné pliocenní epoše se předpokládá zrychlená evoluce jejich morfologických znaků.

## Chování a ekologie

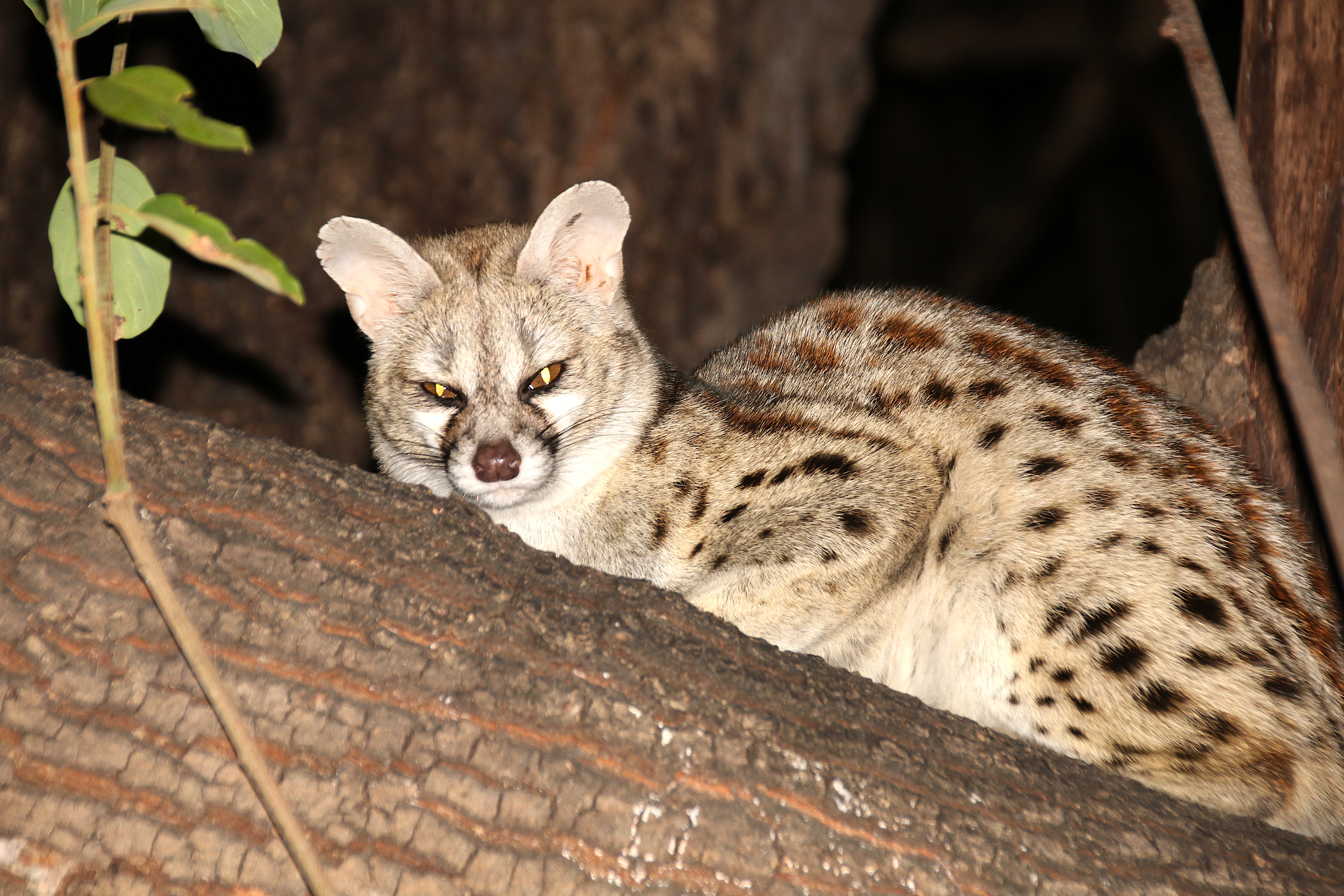
Ženetka skvrnitá

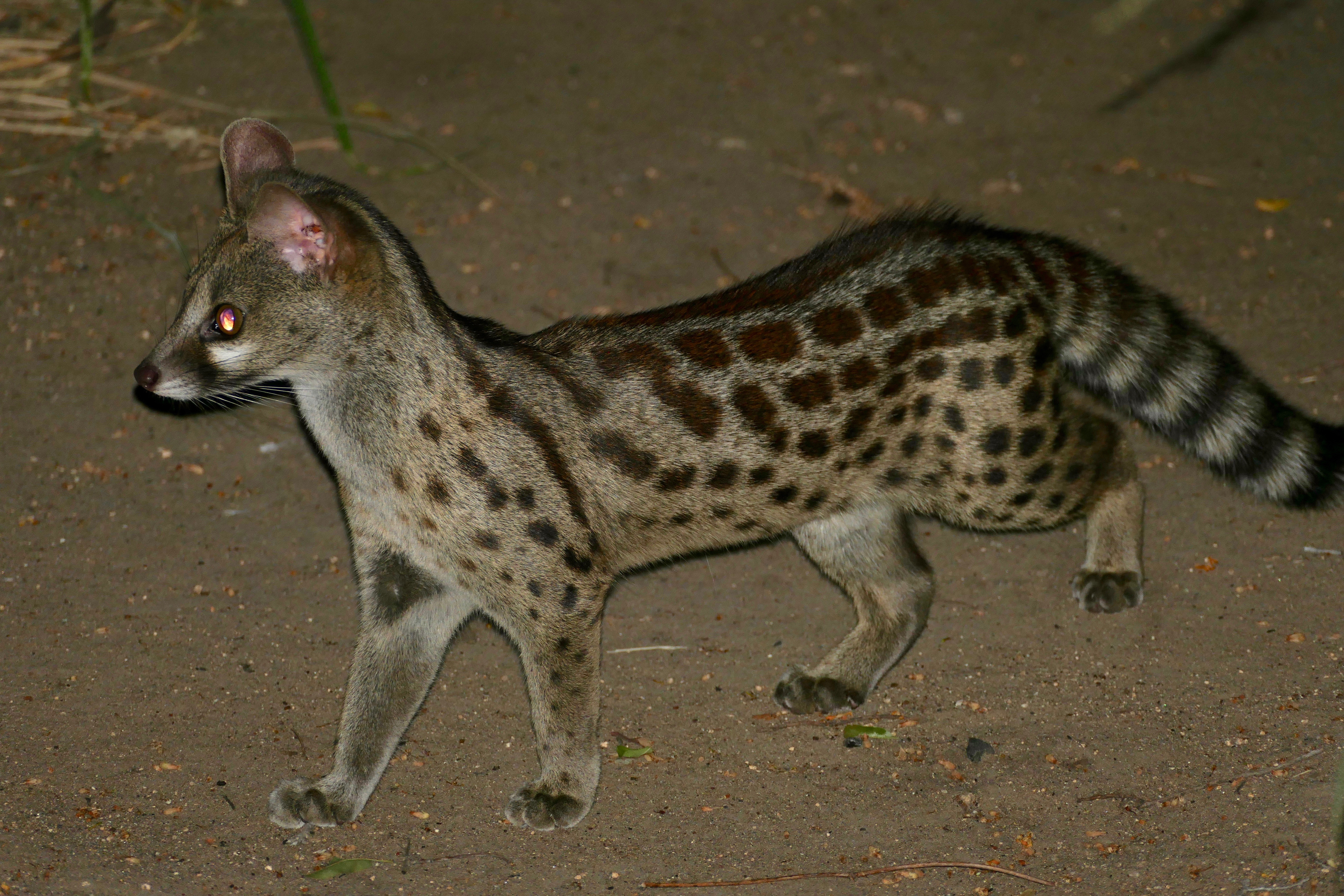
Ženetka levhartí

Ženetky se vyskytují napříč celou subsaharskou Afrikou, ženetka tečkovaná se pak rozšířila až do Maghrebu a na Arabský poloostrov. Relativně nedávno došlo i k zavlečení jejích populací na jihozápad Evropy. Sem se ženetky dostaly teprve okolo roku 700, snad jako lovci škůdců, snad jako domácí mazlíčci. Navzdory tomu je konkrétně např. jejich populace na ostrově Ibiza tak dobře rozlišitelná od blízkých pevninských populací, že si vysloužila popis jako samostatný poddruh G. g. isabelae. Ženetky jsou semiarboreální zvířata, život tak alespoň částečně spojují s porosty stromů. Tolerují nicméně prakticky všechny africké suchozemské biotopy, od tropických deštných lesů po otevřená prostranství, a to včetně horských oblastí. Ženetkám obecným, levhartím či velkoskvrnným není cizí ani život v lidmi narušených stanovištích.
Ženetky obyčejně žijí samotářsky a aktivitu vykazují v noci. Přes den se stahují do různých úkrytů, jako jsou skalní štěrbiny, nory vyhloubené jinými druhy savců, stromové dutiny, anebo pouze velké větve. V preferenci úkrytů se objevují určité rozdíly i mezi jednotlivými pohlavími. Všechny druhy více či méně tráví čas ve stromovém patře, kde si mohou opatřovat i část potravy. Většinou však loví na zemi, rybožravá ženetka vodní pak samozřejmě ve vodě. Jde o nevybíravé predátory všech zvířat, která dokážou přemoci, od hlodavců a ptáků po hmyz. Ženetky někdy mohou zadávit i drůbež, proto bývají pronásledovány jako hospodářští škůdci. Při lovu si počínají tiše a nenápadně; díky hadovitému tělu se mohou jakoby „plazit“ po zemi, snadno také proniknou do jakéhokoliv otvoru, jenž svým průměrem odpovídá šířce jejich hlavy.
Území dospělých samců se překrývají s územími dospělých samic, překryv území jedinců stejného pohlaví však není typický. Na svém území ženetky zanechávají výkaly a sekrety rozstřikované z perineálních žláz, což zjevně slouží ke vzájemné komunikaci. Individuální rozpoznávání mezi jedinci údajně zprostředková i vzor srsti. Samci a samice se stýkají zejména během období páření, o mláďata se stará samice sama. Na západě i východě Afriky je rozmnožování synchronizováno s obdobím dešťů, aby měla mláďata dostatek potravy. Březost trvá asi 10–11 týdnů (ale i méně); počet mláďat je 1 až 5. Na pevnou potravu mláďata přecházejí v asi 2 měsících věku, úkryt opouštějí ve 4 nebo 5 měsících a dospívají ve 2 letech. Délka dožití v zajetí může přesáhnout 20 let, ovšem ve volné přírodě bývá podstatně kratší.

## Ohrožení
Mezinárodní svaz ochrany přírody hodnotí 14 druhů ženetek. Dva druhy pokládá za zranitelné: G. bourloni a G. cristata (aktuální k říjnu 2024).